# 후지타 아카네
후지타 아카네(일본어: 藤田 茜, 1953년 월 일~)는 시즈오카현 출신의 여성 성우이다.

## 경력
1993년 시즈오카현에서 태어났다.초등학생 시절부터 책을 소리내어 읽는 것을 좋아하고, 고등학교 방송부에 소속되어 있었다.

## 출연

### TV 애니메이션
2013년
- 치하야후루2 - 여학생

2015년
- 아이돌마스터 신데렐라 걸즈 - 미즈모토 유카리
- WORKING!! - 여자

2016년
- 하이 스쿨 플릿 - 우타 메구미[1]
- 마법소녀 따위 이제 됐으니까. - 유즈카[2]
- ReLIFE - 여자와 밸리 부원

2017년
- 에로망가 선생 - 이즈미 사기리[3]

### 극장판 애니메이션
- 연극 버전　하이 스쿨 플릿　- 우타 메구미

### 게임
영원한 7일의 도시(세라핌)